# 王迺槃
王迺槃（?—?），湖北省漢陽府黃陂縣人，清朝政治人物、進士出身。
光緒二十一年（1895年），参加光緒乙未科殿試，登進士二甲67名。同年五月，以主事分部学习。